# کانگوروی مشت‌زن (فیلم ۱۸۹۶)
کانگوروی مشت‌زن (انگلیسی: The Boxing Kangaroo) یک فیلم صامت بریتانیایی به کارگردانی بیرت ایکر است که در سال ۱۸۹۶ منتشر شد.